# Paul McCartney
Sir James Paul McCartney (født 18. juni 1942 i Liverpool) er en engelsk sanger, sangskriver og musiker, som opnåede verdensomspændende berømmelse med The Beatles, for hvem han spillede basguitar og delte primære sangskrivnings- og lead vokalopgaver med John Lennon. Som en af bedst sælgende musikere nogensinde er han kendt for sit melodiske basspil, alsidige og brede tenor, og musikalske eklekticisme, der har udforsket stilarter lige fra traditionel pop til klassisk og electronica. Hans partnerskab med John Lennon om sangskrivning er et af de mest succesrige i musikhistorien.
McCartney blev født i Liverpool og lærte som teenager sig selv klaver, guitar og sangskrivning, efter at have været påvirket af sin far, en jazz-spiller, og rock'n'roll kunstnere såsom Little Richard og Buddy Holly. Han begyndte sin karriere, da han i 1957 sluttede sig til Lennons skifflegruppe, the Quarrymen, som udviklede sig til Beatles i 1960. McCartney, som nogle gange blev kaldt "den søde Beatle", involverede sig senere i London avantgarde og stod i spidsen for inkorporeringen af eksperimentel æstetik i Beatles studieproduktioner. Startende med albummet fra 1967 Sgt. Pepper's Lonely Hearts Club Band, blev han gradvist bandets de facto leder, og leverede den kreative impuls til de fleste af deres musik- og filmprojekter. Mange af hans Beatles-sange, herunder "And I Love Her", "Yesterday", "Eleanor Rigby" og "Blackbird", rangerer blandt de mest covered sange i historien. Selvom han primært spillede bas i The Beatles, spillede han i forskellige sange en række andre instrumenter, herunder keyboards, guitarer og trommer.
Efter opløsningen af The Beatles debuterede han som soloartist med albummet McCartney fra 1970 og dannede bandet Paul McCartney & Wings med sin første kone, Linda, og Denny Laine. Anført af McCartney var Wings et af de mest succesrige bands i 1970'erne med mere end et dusin internationale top 10-singler og albums. Han genoptog sin solokarriere i 1980 og har turneret som soloartist siden 1989. Blandt hans mest kendte sange med Wings kan nævnes de amerikanske eller britiske nummer et hits "My Love", "Band on the Run", "Listen to What the Man Said", "Silly Love Songs", og "Mull of Kintyre", mens hans britiske eller amerikanske solo-hits har inkluderet "Uncle Albert/Admiral Halsey" (med Linda), "Coming Up", "Pipes of Peace", "Ebony and Ivory" (med Stevie Wonder) og "Say Say Say" (med Michael Jackson).
McCartney har skrevet eller co-skrevet 32 sange, der har toppet Billboard Hot 100. Hans æresbevisninger inkluderer to optagelser i Rock and Roll Hall of Fame (som medlem af Beatles i 1988 og som soloartist i 1999), en Academy Award, 18 Grammy Awards, en udnævnelse som Medlem af Order of the British Empire i 1965 samt i 1997 slået til Knight Bachelor af dronning Elizabeth for sine bidrag til musik. Siden 2020 er han en af de rigeste musikere i verden med en anslået formue på £800 millioner. Ud over musik har han arbejdet for fremme af internationale velgørende organisationer arbejder for dyrs rettigheder, begrænsninger på sæljagt, afskaffelse af landminer og fattigdom, samt fremme af vegetarisme og musikundervisning. Ligesom McCartney er hans datter, Stella McCartney også kendt.

## Karriere

### 1957–1960: The Quarrymen
I en alder af femten år den 6. juli 1957 mødte McCartney John Lennon og hans band, the Quarrymen, ved St Peter's Church Hall-festen i Woolton. The Quarrymen spillede en blanding af rock and roll og skiffle, en form for populærmusik med indflydelse fra jazz, blues og folk. Kort efter inviterede medlemmerne af bandet McCartney til at deltage som rytmeguitarist, og han indledte et tæt samarbejde med Lennon. Harrison kom med i 1958 som lead guitarist, efterfulgt af Lennons ven Stuart Sutcliffe på bas i 1960. I maj 1960 havde bandet prøvet adskillige navne, herunder Johnny and the Moondogs, Beatals and the Silver Beetles. De døbte sig selv The Beatles i august 1960 og rekrutterede trommeslager Pete Best kort før et fem-dages engagement i Hamburg.

### Beatlestiden
I 1961 forlod Sutcliffe bandet, og McCartney indvilligede modvilligt i at blive gruppens bassist. Mens de var i Hamborg, indspillede de professionelt for første gang som backingband for den engelske sanger Tony Sheridan på singlen "My Bonnie", hvor de blev krediteret som The Beat Brothers. Dette resulterede i opmærksomhed fra Brian Epstein, som var en nøglefigur i deres efterfølgende udvikling og succes . Han blev deres manager i januar 1962. Ringo Starr erstattede Best i august, og bandet havde deres første hit, "Love Me Do ", og blev i oktober 1963 populære i Storbritannien, og i USA et år senere. Fanhysteriet blev kendt som "Beatlemania", og pressen omtalte nogle gange McCartney som "the cute Beatle". McCartney skrev (sammen med Lennon) flere af deres tidlige hits, herunder "I Saw Her Standing There", "She Loves You", "I Want to Hold Your Hand" (1963) og "Can't Buy Me Love" (1964).
I august 1965 udgav Beatles McCartney-kompositionen "Yesterday", med en strygekvartet. Den var inkluderet på LP’en Help!, og sangen var gruppens første indspillede nummer der brugte klassiske musikelementer og deres første indspilning, der kun involverede et enkelt bandmedlem. "Yesterday" blev en af de mest dækkede sange i populærmusikhistorien. Senere samme år, under indspilningssessioner til albummet Rubber Soul , begyndte McCartney at erstatte Lennon som den dominerende musikalske kraft i bandet. Musikologen Ian MacDonald skrev, "fra [1965] ... var [McCartney] i fremmarch, ikke kun som sangskriver, men også som instrumentalist, arrangør, producer og de facto musikalsk leder af Beatles." Kritikere beskrev Rubber Soul som et væsentligt fremskridt i raffinementet og dybden af bandets musik og tekster. Om "In My Life", der betragtes som et højdepunkt i Beatles værk, sagde både Lennon og McCartney, at de havde skrevet musikken til sangen McCartney sagde om albummet, "vi havde haft vores søde periode, og nu det var tid til at udvide [repertoiret]." Indspilningstekniker Norman Smith udtalte, at Rubber Soul-sessionerne afslørede tegn på stigende modsætninger i bandet: "sammenstødet mellem John og Paul var ved at blive tydeligt ... [og] hvad Paul angår, kunne George [Harrison] ikke gøre noget rigtigt - Paul var meget kræsen."
Paul McCartney var dels den bløde og lyriske del af komponistduoen Lennon og McCartney, der komponerede hovedparten af The Beatles' mange succeser. Han stod bag numre som "Yesterday", "Eleanor Rigby" og "Penny Lane", som involverede klassiske instrumenter som strygere, harpe, piccolotrompet m.m., hvilket på det tidspunkt (i midten af 1960´erne) var helt nyt i rockmusikken. Samtidig var han ophavsmanden til nogle af gruppens hårdeste rocknumre som "Back in the USSR" og "Helter Skelter", men det er imaget som den charmerende, diplomatiske Beatle, der hænger ved. The Beatles og deres producer George Martin brugte alle tilgængelige instrumenter og var pionerer i brugen af tekniske hjælpemidler, lang tid før sampling blev opfundet.

### 1967 – 1970: Bruddet med The Beatles: Apple og Allen
Da The Beatles' manager Brian Epstein døde, var det McCartney, der overtog lederrollen i bandet. Hans lederskab var præget af fiksering på detaljer og kreativ kontrol, og Lennon forsvandt ind i heroinafhængighed, mens Harrison blev mere og mere frustreret. Under indspilningen af dobbeltalbummet The Beatles (også kendt som The White Album), var McCartney den eneste, der virkelig var engageret og koncentreret, medens Harrison og Lennon opfattede ham som dominerende og anmassende.
McCartney var god til børn, og selv Lennon var imponeret over den lethed, hvormed han legede med Julian Lennon, Johns søn med Cynthia Lennon, en søn, som John ikke selv behandlede særlig godt. Da det stod klart, at Cynthia og John Lennon skulle skilles, var McCartney den eneste i den tætte kreds, der ikke boykottede hende og deres søn, men tværtimod tog sig af begge. Det var i denne sammenhæng, han skrev "Hey Jude" til Julian Lennon, hun skulle ikke tage al verdens sorger på sine skuldre.
Alle i The Beatles havde investeret i Apple Corps, et multiselskab, der blandt andet drev en tøjbutik og pladeselskabet Apple Records. Selvom de andre dele af virksomheden var en fiasko, var mærket værd at beholde. Ud over deres egne sange skabte de sange og karrierer for kunstnere som Mary Hopkin, James Taylor og Badfinger (oprindeligt The Iveys).
Efter lang tid med en økonomi, der var løbet ud af kontrol, blev det klart, at Beatles måtte have en ny manager. McCartney foreslog Lindas bror John Eastman, mens de andre var skeptiske og fandt Eastman kølig og uengageret. Lennon introducerede dem i stedet for Allen Klein, manageren for Rolling Stones. Klein havde en evne til at få mest muligt ud af sine kunder, og han havde gjort Rolling Stones meget rige. Det faktum, at der var anlagt 50 retssager mod ham, og at han var under undersøgelse, lagde ikke en dæmper på Lennon, Harrison eller Starrs entusiasme. Under Kleins ledelse havde Rolling Stones haft så store skattekrav, at de havde måtte emigrere til Frankrig, og Klein havde købt rettighederne til flere af deres største hits fra deres tidligere manager, Andrew Loog Oldham. McCartney forsøgte at få Mick Jagger til at kommentere disse forhold, men Jagger trak sig, da han så Klein til mødet, og dermed var der ingen protester ud over McCartneys, og Klein fik lov til at påbegynde en større oprydning af The Beatles' anliggender. McCartney nægtede at samarbejde med Klein, og derfor blev mange aftaler ikke gennemført. The Stones måtte selv gennemgå en retssag med Klein i 1980'erne, hvor de mistede rettighederne til alle deres sange inklusive albummet "Let It Bleed".
Allen Klein var kun en af flere grunde til, at The Beatles gik i opløsning. I 1970 stod det tilbage at få udgivet det et år gamle kludetæppe af et studieprojekt kaldet "The Get Back Sessions". Det blev udgivet som albummet Let It Be, et album, der var stærkt afhængigt af McCartneys sange, såsom titelnummeret Let it Be, " Get Back" og The Long and Winding Road". Alle numre blev indspillet med Phil Spector, og der blev truffet en række valg, som var meget ukarakteristiske for The Beatles, herunder en overdreven brug af strygere. Dette gjorde en allerede rasende McCartney endnu mere vred. Han var for længst holdt op med at tale med Klein, og han sendte sin advokat til møderne.
For McCartney var kampen mod hans venner hård. Han, Linda og børnene tog til Kintyre, hvor de opholdt sig uden for verdens kendskab indtil den 7. november, hvor det lykkedes magasinet Life at finde frem til ham. Han sagde, at "The Beatles-tingen er forbi". Mod slutningen af året tog han tilbage til London.
Et stridspunkt mellem medlemmerne af The Beatles var, at McCartney havde tænkt sig at udgive sit eget soloalbum, og da albummet Let It Be kom ud, bad de McCartney flytte udgivelsesdatoen for hans debutalbum, hvilket han nægtede at gøre. Han var rasende, da Starr besøgte for at overtale ham til at gøre det. Selve albummet, McCartney, blev skrevet og indspillet af McCartney uden hjælp fra nogen. Nogle af sangene var sange, som resten af The Beatles ikke anså for at være værdige til at være inkluderet på et Beatles-album. McCartney fik kun lunken modtagelse fra musikkritikere og publikum. Sangen «Maybe I'm Amazed» blev dog strålende modtaget og øjeblikkeligt betragtet som en klassiker. Mest kendt blev måske markedsføringen, hvor han inkluderede en pressemeddelelse, der var formet som et interview med sig selv. I det udtalte han blandt andet, at Allen Klein ikke skulle involveres (Klein forsøgte at få albummet udgivet), at han ikke savnede de andre i Beatles, samt at soloalbummet muligvis var et brud med Beatles og at det var alligevel et brud med Lennon /McCartney, og at han ikke havde noget forhold til Klein. Det var således nærmest en krigserklæring, og Daily Mirror erklærede den 10. april med store bogstaver, at "Paul forlader The Beatles".
McCartney vidste godt, at pengene fra salget af McCartney, i sig selv relativt beskedne, skulle gå til en fælles fond, og at Allen Klein ikke ønskede at udbetale dem til ham. Hvis McCartney skulle leve af sin musik, måtte han skille sig af med Klein. Desværre for McCartney var det ikke muligt at sagsøge Klein, fordi Klein ikke var part i sagen. Han måtte sagsøge dem, der havde hyret ham, altså de tre andre medlemmer af The Beatles. McCartney levede på Lindas midler og havde derfor intet valg. Nytårsaften 1970 afleverede han en stævning, hvori han krævede at The Beatles opløste samarbejdet. I tiden mellem udgivelsen af McCartney og stævningen havde alle de andre Beatles-medlemmer udgivet deres egne soloalbums, alle med større kommerciel succes. Lennon fik også trykt også en anmeldelse, hvor han kritiserede McCartney-albummet som værende meget svagt. Da retssagen blev anlagt, stod McCartney i et endnu værre lys, også i pressen. Retssagen begyndte den 19. februar 1971 og varede elleve dage. Rettens afgørelsen var på alle punkter i McCartneys favør. De tre andre meddelte straks, at de ønskede at appellere, men den 26. april blev appellen trukket tilbage I 1973 besluttede de tre tilbageværende medlemmer af The Beatles at sagsøge Allen Klein.
Under retssagen lykkedes det for Paul McCartney at udgive sin første single, "Another Day". Sangen, der af trommeslager Denny Seiwell er beskrevet som "Eleanor Rigby i New York", handler om en kvinde, der lever et farveløst liv og drømmer om mand, der kan bryde besværgelsen. Sangen nåede andenpladsen i Storbritannien og femtepladsen i USA. McCartney var dermed tilbage på toppen af hitlisterne igen.
I 1970 fortsatte McCartney sin musikalske karriere med sin første solo-udgivelse, McCartney, et album der blev nummer et i USA. Bortset fra nogle vokale bidrag fra Linda, var McCartney et enmandsalbum, hvor McCartney bidrog med alle kompositioner, instrumentering og vokal.
I 1971 arbejdede han sammen med Linda og trommeslageren Denny Seiwell på et andet album, Ram. Singlen «Another Day» blev udgivet før det nye album, men var ikke inkluderet på det. Ram blev nummer et i Storbritannien og nummer frem i USA, og inkluderede det amerikanske nummer et single hit "Uncle Albert/Admiral Halsey", som de havde skrevet sammen. Albummet blev en stor kommerciel succes og nåede nummer et i Storbritannien og nummer to i USA. Det var dog ikke en succes blandt kritikere, som på skift beskrev det som "utroligt ubetydeligt", "følelsesmæssigt tomt" (Rolling Stone), "et klassisk tilfælde af forvirring af form og indhold" (Village Voice), og at McCartney valgte " det simple over substans” (Playboy). Forsiden, med et billede af to biller, der kopulerer, spillede sandsynligvis på, hvordan han følte sig behandlet af de andre i The Beatles (≈"billerne"). Albummets single, «Uncle Albert/Admiral Halsey» nåede førstepladsen i USA.

### 1970: Wings dannes
Da The Beatles opløstes i 1969-70, havnede McCartney i en depression. Hans kone hjalp ham med at komme ud af tilstanden ved at rose ham for hans arbejde som sangskriver og overbevise ham om at han skulle med at skrive og indspille. Til hendes ære skrev han "Maybe I'm Amazed", og forklarede, at "hver kærlighedssang, jeg skriver, er for Linda."
I sommeren 1971 foreslog McCartney Seiwell og guitaristen Hugh McCracken, at de skulle danne et band. Seiwell accepterede, men McCracken takkede nej på grund af sin familiesituation. I stedet blev Danny Laine, tidligere Moody Blues, tilbudt pladsen, og han takkede ja. Paul McCartney afslørede til sidst, at Linda McCartney også skulle være med i bandet. Senere samme år sluttede ex-Moody Blues guitaristen Denny Laine sig til McCartneyerne og Seiwell og dannede bandet Wings. Om gruppens dannelse udtalte McCartney: "Wings var altid en vanskelig idé ... enhver gruppe, der skulle følge [Beatles'] succes ville have et hårdt job ... Jeg befandt mig i netop den position. Men, det var et valg mellem at fortsætte eller afslutte, og jeg elskede musik for meget til at tænke på at stoppe." I september 1971 fødte Linda McCartney en datter, og hun blev opkaldt til ære for Lindas bedstemødre, som begge hed Stella.
Wings indledte deres første koncertturné i forsommeren 1972 med guitaristen Henry McCullough som et nyt medlem af gruppen. De begyndte med en debutoptræden på University of Nottingham foran et publikum på syv hundrede og rejste derefter tværs over Storbritannien i en varevogn på en uanmeldt turné til britiske universiteter. Det blev til yderligere ti koncerter, hvor bandet undgik at spille Beatles-sange når de optrådte, boede beskedent og blev betalt med de mønter, de modtog fra de studerende. I sommeren 1972 drog Wings ud på en koncertturné i Europa i en dobbeltdækkerbus. I løbet af den syv uger lange turné spillede bandet næsten udelukkende Wings og McCartney solomateriale: Little Richard-coveret "Long Tall Sally" var den eneste sang, som The Beatles havde tidligere indspillet. McCartney ønskede, at turen skulle undgå de store spillesteder; de fleste af de små haller, hvor de spillede, havde en kapacitet på mindre end 3.000 personer. 
I marts 1973 blev en single fra Wings for første gang nummer et på single-hitlisten i USA, det var "My Love", der var inkluderet på deres anden LP, Red Rose Speedway. LP’en blev amerikansk nummer et og UK top fem. McCartneys samarbejde med Linda og den tidligere Beatles-producer Martin resulterede i sangen "Live and Let Die", som var temasangen for James Bond filmen af samme navn. Sangen blev nomineret til en Academy Award og blev nummer to i USA og nummer ni i Storbritannien. Den resulterede også i en Grammy til Martin for hans orkesterarrangement. Musikprofessor og forfatter Vincent Benitez beskrev nummeret som "symfonisk rock når det er bedst".

### 1973:Band on the Run
Efter at McCulloughs og Seiwells var gået ud af bandet i 1973 indspillede McCartneys og Laine Band on the Run. Albummet var det første af de syv platin LP'er, som Wings opnåede. Det blev nummer ét i USA og Storbritannien, og dermed bandets første til at toppe hitlisterne i begge lande og det første nogensinde til at nå Billboards hitlister ved tre forskellige lejligheder. Albummet blev et af årtiets bedst sælgende udgivelser, og opholdt sig på de britiske hitlister i 124 uger. Rolling Stone udnævnte Band of the Run til et af årets bedste albums i 1973. I 1975 vandt Paul McCartney og Wings en Grammy Award for den bedste popvokaloptræden med sangen "Band on the Run" og for albummet vandt Geoff Emerick en Grammy for Best Engineered Recording. I 1974 nåede Wings for anden gang toppen på den amerikansk single hitliste med albummets titelnummer. Albummet inkluderede også de to top-ti hits "Jet" og "Helen Wheels", og fik en 418. plads på Rolling Stones liste over de 500 bedste album til alle tider. I 1974 hyrede McCartney guitaristen Jimmy McCulloch og trommeslageren Geoff Britton til at erstatte McCullough og Seiwell. Under indspilningssessioner i 1975 stoppede Britton og blev erstattet af Joe English.
Wings fulgte efter Band on the Run med albummene Venus and Mars (1975) og Wings at the Speed of Sound (1976).
I 1975 begyndte de den fjorten måneder lange Wings Over the World Tour, som inkluderede stop i Storbritannien, Australien, Europa og USA. På turnéen fremførte McCartney for første gang Beatles-sange live med Wings, den to timer lange set liste rummede fem sådanne numre: "I've Just Seen a Face", "Yesterday", "Blackbird", "Lady Madonna" og "The Long and Winding Road". Efter den anden europæiske del af turnéen og omfattende prøver i London, foretog gruppen en ambitiøs amerikansk arena-turné, og gruppens live triple LP Wings over America blev nummet et i USA.
I september 1977 fik familien McCartney et tredje barn, en søn, som de kaldte James. I november var Wings-sangen "Mull of Kintyre", skrevet sammen med Laine, hurtigt ved at blive en af de bedst sælgende singler i britisk hitlistehistorie. Det blev den mest succesrige single i McCartneys solokarriere, og opnåede at sælge 2,5 millioner eksemplarer, det dobbelte af den tidligere rekordholder, "She Loves You", og den holdt den britiske salgsrekord indtil velgørenhedssinglen Do They Know It's Christmas? udkom i 1984.
London Town (1978) fortsatte Wings' række af kommercielle succeser. Albummet blev nummer fem i både USA og Storbritannien og affødte en amerikansk nummer et single ("With a Little Luck"). Modtagelsen blandt kritikere var til gengæld ugunstig, og McCartney udtrykte skuffelse over albummet. Back to the Egg (1979) indeholdt to numre hvor McCartneyerne havde samlet en rock supergruppe døbt "Rockestra", der udover Wings inkluderede Pete Townshend, David Gilmour, Gary Brooker, John Paul Jones, John Bonham og andre . På trods af at kritikere skød albummet ned opnåede det certificeret platin. Wings afsluttede deres sidste koncertturné i 1979 med tyve shows i Storbritannien, som inkluderede en live debut med Beatles-sangene "Got to Get You into My Life", "The Fool on the Hill" og "Let It Be".

### 1981: Opløsningen af Wings
I 1980 udgav McCartney sin anden solo-LP, den selvproducerede McCartney II, som toppede som nummer et i Storbritannien og blev nummer tre i USA. Ligesom det havde været tilfældet med hans første album komponerede og fremførte han musikken alene. Albummet indeholdt sangen "Coming Up", hvis live version, optaget i Glasgow, Skotland, i 1979 af Wings, blev gruppens sidste nummer et hit.
Under en turne i Japan i 1980 blev McCartney arresteret for besiddelse af marihuana og tilbragte ni dage i fængsel, inden han blev udvist af landet.
I 1981 følte McCartney, at han havde opnået alt, hvad han kunne kreativt med Wings, og besluttede, at han havde brug for en forandring. Gruppen opløstes i april 1981, efter at Laine var trådt ud af bandet efter uenighed om royaltybetaling og lønninger.

### 1982–1989
I 1982 samarbejdede McCartney med soullegenden Stevie Wonder om det Martin-producerede nummer et hit "Ebony and Ivory", inkluderet på McCartneys LP Tug of War, og med Michael Jackson på "The Girl Is Mine" fra Thriller. Med "Ebony and Ivory" nåede McCartney for 28. gang at få en single til at toppe Billboard 100, en ny rekord. Det følgende år indspillede han og Jackson "Say Say Say", der også blev nummer et i USA. I 1983 nåede McCartney desuden toppen af Storbritanniens single hitliste med titelnummeret på sin LP Pipes of Peace, udgivet samme år.
I 1984 medvirkede McCartney i musicalen Give My Regards to Broad Street, en spillefilm, han også skrev og producerede, som inkluderede Starr i en skuespillerrolle. Den blev nedvurderet af kritikere: Variety beskrev filmen som "karakterløs, blodløs og meningsløs"; mens Roger Ebert tildelte den en enkelt stjerne og skrev, "du kan roligt springe filmen over og fortsætte direkte til dens soundtrack". Albummet klarede sig bedre, det nåede nummer et i Storbritannien og affødte den amerikanske top-ti-hitsingle "No More Lonely Nights", med David Gilmour som leadguitarist. I 1985 bestilte Warner Brothers McCartney til at skrive en sang til komediefilmen Spies Like Us. Han komponerede og indspillede nummeret på fire dage, med Phil Ramone som co-producer. McCartney deltog i Live Aid, og opførte "Let it Be", men vanskeligheder med teknikken gjorde at i de første to vers var hans vocal og klaverspil knapt hørbart og afbrudt af hvin af akustisk feedback. Udstyrsteknikere løste problemerne, og David Bowie, Alison Moyet, Pete Townshend og Bob Geldof sluttede sig til McCartney på scenen og modtog en entusiastisk reaktion fra publikum.
McCartney samarbejdede med Eric Stewart om LP’en Press to Play (1986), hvor Stewart var med til at skrive mere end halvdelen af sangene på LP'en. I 1988 udgav McCartney Снова в СССР, oprindeligt kun tilgængelig i Sovjetunionen, som indeholdt atten covernumre; optaget i løbet af to dage. I 1989 gik han sammen med vennerne fraMerseyside Gerry Marsden og Holly Johnson om at indspille en opdateret version af "Ferry Cross the Mersey", som støtte til ofrene for Hillsborough-tragedien. Samme år udgivet Flowers in the Dirt; et samarbejde med Elvis Costello, der inkluderede musikalske bidrag fra Gilmour og Nicky Hopkins.

### 1990:The Paul McCartney World Tour Band
McCartney dannede derefter et band bestående af ham selv og Linda med Hamish Stuart og Robbie McIntosh på guitarer, Paul "Wix" Wickens på keyboards og Chris Whitten på trommer. I september 1989 lancerede de Paul McCartney World Tour, hans første i mere end et årti. Under turnéen optrådte McCartney for historiens største betalende stadionpublikum den 21. april 1990, da 184.000 mennesker var publikum til hans koncert på Maracanã Stadium i Rio de Janeiro, Brasilien.  Samme år udgav han triple albummet Tripping the Live Fantastic, som indeholdt udvalgte numre fra tourneen.
McCartney vovede sig ind på orkestermusik i 1991, da Royal Liverpool Philharmonic Society bestilte et musikstykke af ham for at fejre dets 150 års jubilæum. Han samarbejdede med komponisten Carl Davis, og producerede Liverpool Oratorio. I forestillingen medvirkede operasangerne Kiri Te Kanawa, Sally Burgess, Jerry Hadley og Willard White med Royal Liverpool Philharmonic Orchestra og koret i Liverpool Cathedral. Anmeldelserne var negative. The Guardian var især kritisk og beskrev musikken som "bange for alt, der nærmer sig et hurtigt tempo", og tilføjede, at stykket har "manglende fornemmelse for behovet for tilbagevendende temar, der binder værket sammen til et hele". Avisen offentliggjorde et læserbrev, som McCartney havde indsendt som svar, hvori han gjorde opmærksom på flere eksempler på hurtigt tempo i værket og tilføjede, "heldigvis viser historien, at mange glimrende stykker musik ikke var vellidte af tidens kritikere, så jeg nøjes med at ... lade folk om selv bedømme værkets fortjenester."  The New York Times was slightly more generous, stating, "There are moments of beauty and pleasure in this dramatic miscellany ... the music's innocent sincerity makes it difficult to be put off by its ambitions". Efter premieren i London blev Liverpool Oratorio opført over hele verden og nåede nummer et på den britiske klassiske hitliste, Music Week.

### 1991:The Fireman
I 1991 fremførte McCartney et udvalg af akustiske sange med ikke-elektriske instrumenter på MTV Unplugged og udgav et livealbum med forestillingen med titlen Unplugged (The Official Bootleg). I løbet af 1990'erne samarbejdede McCartney to gange med Youth fra Killing Joke som den musikalske duo "The Fireman". I 1993 udgav de to deres første electronica-album sammen, Strawberries Oceans Ships Forest. Den efterfølgende New World Tour ledte til udgivelsen af albummet Paul Is Live senere samme år.

### 1994 – 1999
Fra 1994 tog McCartney en fire-årig pause fra sin solokarriere for at arbejde på Apples Beatles Anthology-projekt med Harrison, Starr og Martin. Han indspillede en radioserie kaldet Oobu Joobu i 1995 for det amerikanske netværk Westwood One, som han beskrev som "widescreen radio". Også i 1995 overrakte Prins Charles ham et æres-stipendium fra Royal College of Music—"ret utroligt for en, der ikke kan læse noder", kommenterede McCartney.
I 1997 udgav McCartney rockalbummet Flaming Pie. Starr medvirkede på trommer og baggrundsvokal i "Beautiful Night". Senere samme år udgav han det klassiske værk Standing Stone, som toppede de britiske og amerikanske klassiske hitlister. I 1998 udgav han Rushes, det andet elektroniske album af The Fireman.
I 1999 gentog han eksperimentet ti år tidligere med at spille covers fra Снова в СССР, denne gang med albummet Run Devil Run med hjælp fra blandt andre Pink Floyds David Gilmour på guitar og Deep Purples Ian Paice på trommer. Indspillet på en uge, og med Ian Paice og David Gilmour, var det primært et album med covers og med tre McCartney-originaler. Han havde planlagt et sådant album i årevis, efter at han tidligere var blevet opfordret til at gøre det af Linda, som var død af kræft i april 1998.

McCartney optrådte uanmeldt ved hyldesten "Concert for Linda", hans kone gennem 29 år, der var død et år tidligere. Det blev afholdt i Royal Albert Hall i London den 10. april 1999 og blev arrangeret af to af hendes nære venner, Chrissie Hynde og Carla Lane. Også i løbet af 1999 fortsatte han sine eksperimenter med orkestermusik på Working Classical: Orchestral and Chamber Music by Paul McCartney.  Det var McCartneys tredje større forsøg indenfor den klassiske musik og indeholdt fire små stykker musik komponeret til lejligheden og fremført af London Symphony Orchestra. Resten var forskellige McCartney melodier fremført af Loma Mar Quartet.

### 2000 - 2008: Store koncerter igen
I 2001 fulgte to nye tragedier. Han havde tilbragt meget tid i New York og var ligesom de fleste andre i byen chokeret, da terrorangrebet den 11. september 2001 fandt sted. Efter en samtale med Harvey Weinstein blev han medarrangør af koncerten The Concert for New York City den 20. oktober samme år. Koncerten samlede mange stjerner fra musikverdenen og andre genrer. Lidt over en måned senere døde George Harrison af kræft. Harrison var et par dage tidligere blevet transporteret til et privat hus, som McCartney lejede, og det var der, han døde, skjult for pressen.
Albummet Driving Rain blev set som det sidste i en trilogi efter Flaming Pie og Run Devil Run, der handlede om Linda McCartneys død i musikken. Efter den vellykkede turné fulgte live-album, en praksis siden Flowers in the Rain McCartney deltog også i flere andre koncerter , herunder en mindekoncert for George Harrison den 29. november 2002, etårsdagen for hans død. Derudover kunne McCartney endelig udgive albummet Let it Be, som han selv ønskede det, med navnet Let it Be... Naked. Albummet fik platin i USA.
Det næste album, Chaos and Creation in the Backyard, var et nyt album, hvor McCartney lavede alt selv, ligesom på McCartney og McCartney II. Albummet blev produceret af Nigel Godrich (som har produceret Radiohead) på George Martins anbefaling, og det var ham, der foreslog et mere "vovet" og "intimt" album. Godrich og McCartney arbejdede tæt sammen, selvom de begge havde stærke meninger. McCartney sagde, at han var nødt til at give og tage. Albummet, der er blevet karakteriseret som "art-pop", nåede nummer seks i USA (debut) og top ti i Storbritannien.
McCartney var et stort navn, og han blev bedt om at optræde på Live 8 i juli 2005, ligesom han gjorde på Live Aid 20 år senere. Det var ham og U2s Bono, der startede showet med sangen "Sgt. Pepper's Lonely Hearts Club Band", som starter med strofen "It was twenty years ago today", med henvisning til Live Aid.
Eftersom McCartney gav flere koncerter og også havde et vanskeligt ægteskab, var der ingen nye albums før Memory Almost Full (2007). Dette album var specielt, fordi det blev indspillet i EMI Studios, men da dette blev opkøbt af et investeringsselskab efter store tab, valgte McCartney at droppe ud det. Han befandt sig i den vanskelige situation, at ingen af de traditionelle pladeselskaber var villige til at investere i ham. Det lykkedes ham til sidst at lave en aftale med Hear Music, Starbucks kaffekædens pladeselskab, og albummet blev hans første udgivelse. Albummet blev ofte spillet i Starbucks' mange forretninger, og det hjalp McCartney med at nå en top fem plads i både USA og Storbritannien.
Samme år måtte han gennemgå en hjerteoperation, sandsynligvis påvirket af stress, efter at han og Heather Mills blev skilt og en efterfølgende retssag. Retssagen mod Mills sluttede den 18. marts 2008.

### Efter 2008
Efter udgivelsen af Memory Almost Full havde McCartney usædvanligt lang pauser mellem sine albums. I 2012 udgav han Kisses on the Bottom, men det var en indspilning af kendte jazzsange. Det var først den 11. oktober 2013, at Paul McCartney udgav sit første studiealbum med nyt materiale med den passende titel New. Albummet inkluderede betydeligt flere studiemusikere end de fleste tidligere albums, men ikke desto mindre var McCartney meget aktiv og var opført som vokalist og instrumentalist på guitar, basguitar, steelguitar, klaver, cembalo, celeste, Wurlitzer-orgel, synthesizer, mellotron, glockenspiel, vibrafon, rørklokker, trommer, percussion, tamborin, conga, maracas med flere. Albummet nåede nummer tre i Storbritannien og i USA.
Mellem disse indspilninger deltog han i en genindspilning af sangen "He Ain't Heavy, He's My Brother" med en række andre kunstnere under navnet The Justice Collective for at mindes dem, der døde 25 år tidligere under Hillsborough-tragedien. Sangen toppede de britiske hitlister. Det var ikke det eneste samarbejde, han deltog i. I 2014 samarbejdede han med Kanye West om balladen "Only One", som nåede en 35. plads. Et senere samarbejder kom ifølge McCartney i stand ved, at McCartney klimprede på guitaren ved siden af West, og selv troede, at West var uinteresseret, indtil han opdagede, at West havde anvendt McCartneys guitarelementer i den nye sang "FourFiveSeconds". Den blev indspillet med Rihanna som vokalist kort efter. Den nåede nummer fire i USA, hvilket gjorde den til den første top ti siden 1986.
McCartneys næste album, Egypt Station, udkom først fem år senere, den 7. september 2018. Albummet var McCartneys første topplacering på Billboard Hot 200 siden Tug of War i 1982. Albummet blev beskrevet som et konceptalbum inspireret af det mere end 50 år gamle Sgt. Pepper album. Tanken var, at sangene skulle være stationer på en imaginær rute. Albummet, som blev produceret af Ryan Tedder og Greg Kurstin, er også blevet set som McCartneys overvejelser om dødelighed, søgen efter mening og angst. McCartney udtalte selv, at han var blevet modsagt af Tedder, som havde ønsket at McCartney havde fulgt hans instruktioner bedre.
Lige inden julen 2020 udgav McCartney albummet "McCartney III". Som på de to foregående "McCartney"-albums fra 1970 og 1980 spillede han selv alle instrumenter og stod for sang, komposition og produktion. Albummet fik relativt gode anmeldelser og gik direkte på førstepladsen på Billboards salgsliste. Vinyludgaven førte til den tredjestørste salgsuge for vinylplader siden 1991.

## Privatliv
McCartney havde en række forhold, før han, som den sidste Beatles, giftede sig. Han forblev gift med sin første kone, Linda McCartney indtil hendes død. Han giftede sig derefter med Heather Mills og derefter med Nancy Shevell. Han har i alt fem børn, et adopteret, tre med Linda og et med Heather. Han er en engageret vegetar, og han har flere historier med marihuana relateret til sig. McCartney var og er den eneste Beatle, der holdt tæt kontakt med sin hjemby Liverpool.
Paul McCartneys første seriøse forhold begyndte i slutningen af 1959 i Casbah, hvor han mødte Dot Rhone. I begyndelsen af 1960 blev Rhone gravid, hvilket kunne betyde, at han måtte gifte sig med hende og afslutte sin musikkarriere. Rhone aborterede efter ti måneder, og forholdet sluttede kort efter. Efter Rhone var den næste seriøse kæreste Iris Caldwell, søster til Roy Caldwell, også kaldet Rory Storm (frontmanden i Ringos band før The Beatles). Begge fik for travlt med deres karrierer til, at forholdet kunne fungere, og i begyndelsen af 1963 sluttede det.

### Jane Asher
Jane Asher blev skuespiller i sin barndom, og deltog i tv-programmet "Juke Box Jury", et program, der vurderede, hvad der var og ikke var et hit. Herigennem stiftede hun bekendtskab med The Beatles. Det var primært McCartneys engelskkundskaber, der gjorde indtryk på hende, og de blev kærester kort efter. Han boede i et separat værelse i deres hjem, hvor han blev introduceret til finkultur inden for kunst, kultur, musik og videnskab. Da fansene fandt ud af, hvor han boede, måtte han snige sig ud af bagdøren og gennem en nabos lejlighed. Det stod efterhånden klart for McCartney, at han måtte flytte ud, og i april 1965 han købte et hus på 7 Cavendish Avenue, men det måtte renoveres, og han kunne ikke flytte ind før elleve måneder senere. Det lå i kort afstand fra studiet i Abbey Road, og heller ikke langt fra West End. Jane Asher fik flere store roller på Old Vic i Bristol, og de begyndte at fjerne sig fra hinanden.
Forholdet holdt et stykke ind i 1968, selvom de begge havde været utro og indset, at de var ved at vokse fra hinanden. For hendes vedkommende havde hun været sammen med en unavngiven mand i Bristol, mens han havde indledt et forhold til Maggie McGivern, en skuespillerinde og model, der arbejdede som praktikant for McCartneys ven John Dunbar og hans kone, Marianne Faithfull. Han indledte også et forhold til Francie Schwarz, en amerikansk kvinde, der arbejdede hos Apple.

### Linda Eastman
Den 17. maj 1967 mødte han den amerikanske fotograf Linda Eastman for første gang via bandet The Animals. De mødtes også igen i sommeren samme år, og indledte et forhold. Forholdet til Jane Asher sluttede officielt den 20. juli 1968, efter at et forsøg på at genskabe det mislykkedes.
Paul og Linda giftede sig 12. marts 1969 på Marylebone Register Office. De to opholdt sig både i Kintyre i Skotland og London i England. Den 28. august 1969 fik de deres første barn, Mary. Omtrent på samme tid blev Heather, Linda McCartneys barn fra et tidligere ægteskab, adopteret af Paul McCartney. Den 13. september, under indspilningen af det, der skulle blive det første Wings-album, blev Stella McCartney født. James McCartney blev født den 12. september 1977.
I 1975 købte McCartney ejendommen Waterfall Cottage i East Sussex, oprindeligt brugt som fritidsbolig. I 1978 flyttede familien dertil næsten permanent. Paul og Linda boede sammen, for det meste i East Sussex, indtil Linda døde af brystkræft 17. april 1998.

### Heather Mills
I juni 2002 giftede McCartney sig med Heather Mills, en tidligere model og talskvinde imod landminer, et projekt McCartney også blev involveret i. De fik en datter, Beatrice Milly, i 2003, men i maj 2006 blev det annonceret, at parret ville skilles. Efter en retssag, der varede to år, blev skilsmissen endelig afsluttet i marts 2008.

### Nancy Shevell
Gennem programlederen Barbara Walters stiftede McCartney bekendtskab med Nancy Shevell, datter af ejeren af en logistikvirksomhed og selv direktør i selskabet samtidig med at hun arbejdede i New Jerseys transportdirektorat. Shevell søgte ikke omtale og udtalte sig sjældent til medierne. Parret giftede sig den 9. oktober 2011.

### Børn
Af børnene fik Stella McCartney et gennembrud som tøjdesigner både i etablerede virksomheder og på egen hånd. Heather Eastman McCartney er kunstner og keramiker med flere udstillinger bag sig,  Mary McCartney er fotograf og kogebogsforfatter, og James McCartney er musikkunstner.

## Velgørenhed
Han har arbejdet for velgørenhed som ved koncerterne Campuchea, Band Aid og Prins of Wales Trust. Politisk har han støttet grupper som Greenpeace og People for the Ethical Treatment of Animals. Ideerne fra Apple Records er videreført i hans arbejde for Liverpool Institute for Performing Arts. Han har sammen med sin anden kone fotomodellen Heather Mills (gift 2002 – 2008) desuden været engageret i kampen mod landminer.

## Diskografi

### The Beatles
Alle gruppens albums.

### Soloalbums
- The Family Way [Original Soundtrack], (1967)
- McCartney, (April 1970)
- RAM, (Maj 1971)
- Wild Life, (December 1971)
- Red Rose Speedway, (April 1973)
- Band on the Run, (December 1973)
- Venus And Mars, (Maj 1975)
- Wings At The Speed Of Sound, (Marts 1976)
- Wings Over America, (December 1976)
- Thrillington, (1977)
- London Town, (Marts 1978)
- Wings Greatest, (November 1978)
- Back To The Egg, (Juni 1979)
- McCartney II, (Maj 1980)
- Tug Of War, (April 1982)
- Pipes Of Peace, (Oktober 1983)
- Give My Regards To Broad Street, (Oktober 1984)
- Press To Play, (August 1986)
- All The Best, (November 1987)
- CHOBA B CCCP the russian album, (Oktober 1988)
- Flowers In The Dirt, (Juni 1989)
- Tripping The Live Fantastic, (Oktober 1990)
- Unplugged (The Official Bootleg), (Juni 1991)
- Paul McCartney`s Liverpool Oratorio, (Oktober 1991)
- Off The Ground, (February 1993)
- Paul Is Live, (November 1993)
- Strawberries, Oceans, Ships, Forest, (Februar 1994)
- Flaming Pie, (Maj 1997)
- Standing Stone, (September 1997)
- Rushes, (August 1998)
- Run Devil Run, (Oktober 1999)
- Working Classical, (Oktober 1999)
- Liverpool Sound Collage, (September 2000)
- Wingspan, (Maj 2001)
- Driving Rain, (November 2001)
- Back in the U.S. [live], (November 2002)
- Back in the World [live], (Marts 2003)
- Chaos and Creation in the Back Yard, (September 2005)
- Ecco Cor Meum , (2006)
- Memory Almost Full, (Juni 2007)
- "Good Evening New York City" (2009)
- "Kisses on the Bottom" (februar 2012)

### Solosingler
- Another Day (19/2 1971)
- Oh Woman Oh Why (19/2 1971)
- Uncle Albert/Admiral Halsey (2/8 1971)
- Too Many People (2/8 1971)
- Back Seat Of My Car, The (13/8 1971)
- Heart Of The Country (13/8 1971)
- Give Ireland Back To The Irish (25/2 1972)
- Give Ireland Back To The Irish (25/2 1972)
- Mary Had A Little Lamb (12/5 1972)
- Little Woman Love (12/5 1972)
- Hi, Hi, Hi (1/12 1972)
- C Moon (1/12 1972)
- My Love (23/3 1973)
- 'Mess, The (23/3 1973)
- Live And Let Die (1/6 1973)
- I Lie Around (1/6 1973)
- Helen Wheels (26/10 1973)
- Country Dreamer (26/10 1973)
- Jet 2/15/74 (28/1 1974)
- Mamunia (28/1 1974)
- Let Me Roll It (15/2 1974)
- Band On The Run (28/6 1974)
- Nineteen Hundred And Eighty Five (8/4 1974)
- Zoo Gang (28/6 1974)
- Junior`S Farm (25/10 1974)
- Sally G (25/10 1974)
- Listen To What The Man Said (16/5 1975)
- Love In Song (16/5 1975)
- Letting Go (5/9 1975)
- You Gave Me The Answer (5/9 1975)
- Venus & Mars / Rockshow (28/11 1975)
- Magneto And Titanium Man (28/11 1975)
- Silly Love Songs (30/4 1976)
- Cook Of The House (30/4 1976)
- Let `Em In (23/7 1976)
- Beware My Love (23/7 1976)
- Maybe I`M Amazed (4/2 1977)
- Soily (4/2 1977)
- Seaside Woman (18/7 1980)
- B-Side To Seaside (18/7 1980)
- Mull Of Kintyre (11/11 1977)
- Girls` School (11/11 1977)
- With A Little Luck (24/3 1978)
- Backwards Traveller / Cuff Link (Medley) (24/3 1978)
- I`Ve Had Enough (16/6 1978)
- Deliver Your Children (16/6 1978)
- London Town (11/8 1978)
- I`M Carrying (11/8 1978)
- Goodnight Tonight (23/3 1979)
- Daytime Nightime Suffering (23/3 1979)
- Getting Closer (10/8 1979)
- Spin It On (4/6 1979)
- Arrow Through Me (13/8 1979)
- Old Siam, Sir (1/6 1979)
- Wonderful Christmastime (16/11 1979)
- Rudolph The Red Nosed Reggae (16/11 1979)
- Coming Up (11/4 1980)
- Coming Up (Live At Glasgow) (11/4 1980)
- Lunch Box / Odd Sox (11/4 1980)
- Waterfalls 6/13/80 (22/7 1980)
- Check My Machine (13/6 1980)
- Temporary Secretary (12/9 1980)
- Secret Friend (12/9 1980)
- Ebony And Ivory (29/3 1982)
- Rainclouds (29/3 1982)
- Take It Away (21/6 1982)
- I`Ll Give You A Ring (21/6 1982)
- Dress Me Up As A Robber (5/7 1982)
- Tug Of War (13/9 1982)
- Get It (13/9 1982)
- Say Say Say (3/10 1983)
- Ode To A Koala Bear (3/10 1983)
- So Bad (5/12 1983)
- Pipes Of Peace (5/12 1983)
- No More Lonely Nights (24/9 1984)
- No More Lonely Nights (Playout Version) (24/9 1984)
- We All Stand Together (12/11 1984)
- Spies Like Us (18/11 1985)
- My Carnival (18/11 1985)
- Press (14/7 1986)
- It`S Not True (14/7 1986)
- Pretty Little Head (27/10 1986)
- Write Away (27/10 1986)
- Stranglehold (3/11 1986)
- Angry (27/10 1986)
- Only Love Remains (1/12 1986)
- Tough On A Tightrope (1/12 1986)
- Once Upon A Long Ago (Long Version) (16/11 1987)
- Once Upon A Long Ago (16/11 1987)
- Kansas City (16/11 1987)
- Back On My Feet (16/11 1987)
- Lawdy Miss Clawdy (23/11 1987)
- My Brave Face (8/5 1989)
- Flying To My Home (8/5 1989)
- This One (17/7 1989)
- First Stone, The (17/7 1989)
- I Wanna Cry (17/7 1989)
- I`M In Love Again (17/7 1989)
- This One (17/7 1989)
- First Stone, The (17/7 1989)
- I Wanna Cry (17/7 1989)
- I`M In Love Again (17/7 1989)
- This One (17/7 1989)
- First Stone, The (17/7 1989)
- This One (31/7 1989)
- First Stone, The (31/7 1989)
- Good Sign (31/7 1989)
- My Brave Face (8/5 198)
- Flying To My Home (8/5 1989)
- I`M Gonna Be A Wheel Someday (8/5 1989)
- Ain`T That A Shame (8/5 1989)
- Figure Of Eight (13/11 1989)
- Ou Est Le Soleil (13/11 1989)
- Put It There (5/2 1990)
- Mama`S Little Girl (5/2 1990)
- Birthday (8/´10 1990)
- Good Day Sunshine (8/10 1990)
- Save The Child (1/11 1991)
- Drinking Song, The (1/11 1991)
- Hope Of Deliverance (28/12 1992)
- Long Leather Coat (28/12 1992)
- Hope Of Deliverance (28/12 1992)
- Big Boys Bickering (28/12 1992)
- Long Leather Coat (28/12 1992)
- Kicked Around No More (28/12 1992)
- Off The Ground (27/4 1993)
- Cosmically Conscious (27/4 1993)
- Style Style (27/4 1993)
- Sweet Sweet Memories (27/4 1993)
- Soggy Noodle (27/4 1993)
- Biker Like An Icon (1/10 1993)
- Midnight Special (1/10 1993)
- Things We Said Today (1/10 1993)
- Biker Like An Icon (Live Version) (1/10 1993)
- World Tonight, The (27/5 1997)
- Looking For You (6/5 1997)
- No Other Baby (9/11 1999)
- Brown-Eyed Handsome Man (9/11 1999)
- From A Lover To A Friend (29/10 2001)
- Freedom (5/11 2001)
- Riding Into Jaipur (29/10 2001)
- Fine Line (29/08 2005)
- Jenny Wren (21/11 2005)
- Dance Tonight (18/6 2007)
- Nod Your Head (28/8 2007)
- (I Want To) Come Home (8/12 2009)

## Film
McCartney medvirker bl.a. i følgende film
- A Hard Day's Night (1964)
- Help! (1965)
- Magical Mystery Tour (tv-film, 1967)
- Yellow Submarine (tegnefilm, 1968)
- Let It Be (1970)
- Rupert and the Frog Song (animation, 1983)
- Give My Regards to Broad Street (1984)
- Eat the Rich (1987)